# Léon Landini

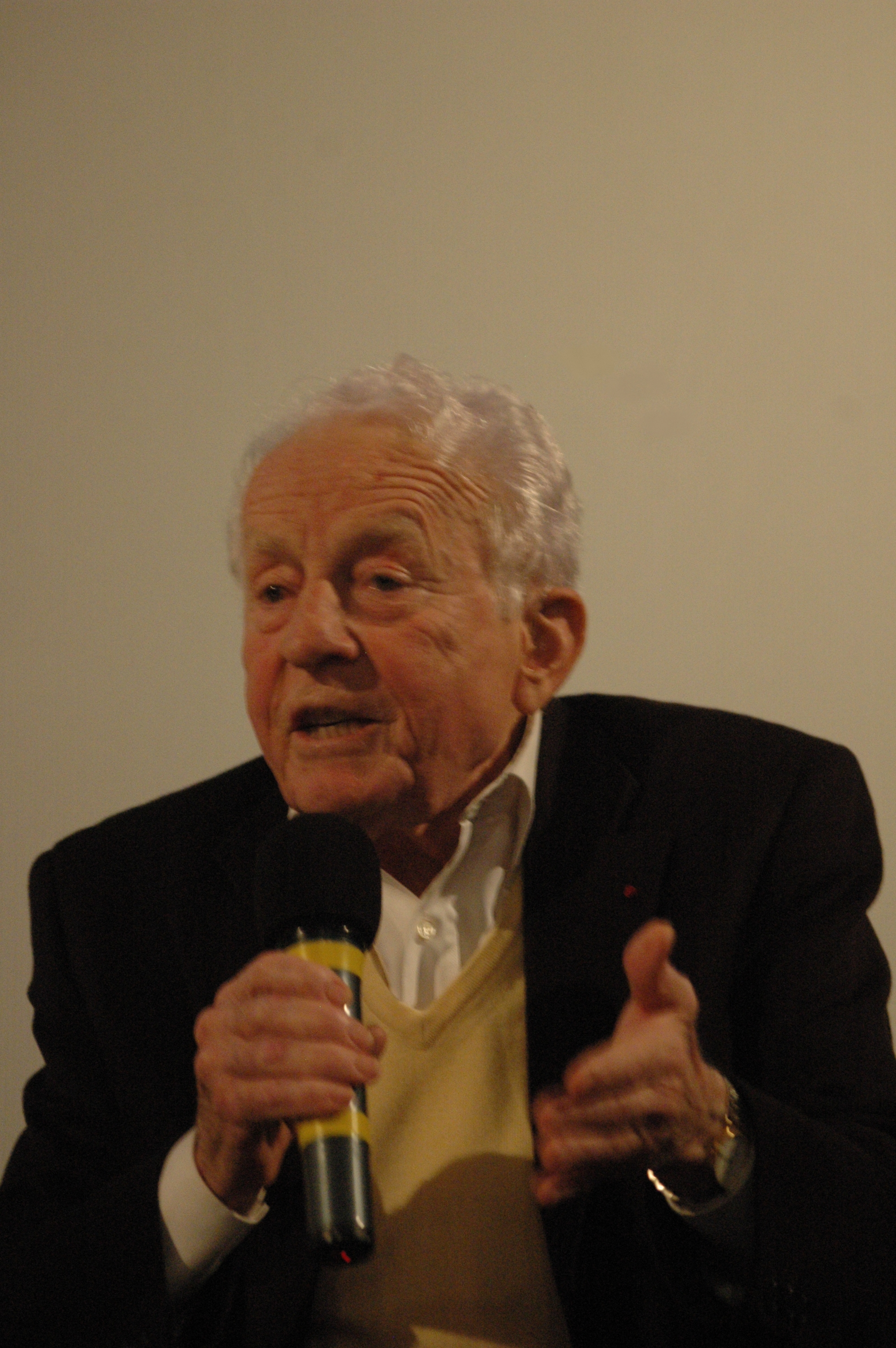
Léon Landini, Oktober 2013

Léon Landini (geboren 9. April 1926 in Saint-Raphaël) ist ein französischer Politiker, der in der Resistance für die Befreiung von Lyon kämpfte, zahlreiche deutsche Besatzer tötete und mehrere Hundert Fahrzeuge der Wehrmacht zerstörte.

## Résistance
Landini schloss sich im November 1942 – im Alter von 16 Jahren – der Parti communiste français, der Kommunistischen Partei Frankreichs, an. Er setzte diesen Schritt gemeinsam mit seinem Vater und seinem älteren Bruder. Zu diesem Zeitpunkt war er bereits eineinhalb Jahre im Kampf gegen die deutschen Besatzer tätig und war unter anderem am 12. Oktober 1942 an einem Sprengstoffanschlag gegen die Eisenbahnlinie von Saint-Raphaël nach Cannes beteiligt. Durch diesen Anschlag entgleiste ein deutscher Güterzug. Er setzte seinen Kampf gegen die Deutschen unvermindert fort, tötete rund vierzig deutsche Besatzungskräfte, zerstörte mehr als 300 Fahrzeuge der Deutschen, verübte rund vierzig Eisenbahnanschläge und zerstörte eine Reihe von Fabriken, die mit den Besatzungskräften kollaborierten.
Am 25. Juli 1944 wurde er in Lyon verhaftet und in der Folge von Klaus Barbie und seinen SS-Männern verhört und gefoltert. Am 24. August 1944 konnte er aus dem Gefängnis Montluc entkommen, schloss sich erneut seinen Genossen an und kämpfte auf den Barrikaden von Villeurbanne.

## Famille
Landini entstammt einer italienischen Familie, die aufgrund faschistischer Verfolgung in ihrer Heimat bereits 1921 nach Frankreich emigrierte. Eine Reihe seiner Familienmitglieder engagierte sich gegen die Besetzung Frankreichs durch die Nationalsozialisten:
- Sein Vater Aristodème Landini stammte ursprünglich aus der Ortschaft Torniella in der Toskana. Er schloss sich der Widerstandsgruppe FTP-MOI an. FTP steht für Francs-tireurs et partisans (deutsch: Freischärler und Partisanen); MOI  (Main d’œuvre immigrée) war eine bewaffnete Untergruppe der FTP, die sich überwiegend aus Immigranten zusammensetzte. Er wurde gemeinsam mit seinem älteren Bruder Léon im Jahr 1943 in Saint-Raphaël festgenommen und schrecklich gefoltert.
- Sein Bruder Roger Landini war Kommandant der FTP-MOI und schaffte es, im Dezember 1940 acht Güterwaggons in Fréjus-Plage entgleisen zu lassen. Es handelte sich mutmaßlich um eines der ersten geglückten Eisenbahnattentate der Résistance. Im Mai 1943 wurde er von den Deutschen festgenommen, im November desselben Jahres gelang ihm die Flucht aus deutschem Gewahrsam. Roger Landini erhielt die Médaille de la Résistance und wurde als Invalide de guerre anerkannt. Im Oktober 1962 verstarb er, Tausende begleiteten den Widerstandskämpfer auf seinem letzten Weg. Sein Sarg war in die rote Fahne der Parti communiste français, Sektion Saint-Raphaël, gehüllt. Als in seinem Heimatort eine Straße nach Roger Landini benannt wurde, enthüllten Charles Tillon, Marie-Claude Vaillant-Couturier und Pierre Villon die Straßenschilder.
- Seine Schwester Mimi Pulvermacher, während der Besatzungszeit ebenfalls in der FTP-MOI aktiv, war in den Nachkriegsjahren 37 Jahre lang Generalsekretärin der kommunistischen Deputierten in der Assemblée nationale. Sie erhielt, auch für ihre Tätigkeit als Widerstandskämpferin, eine Reihe von hohen Auszeichnungen, darunter den Ordre national du Mérite, und wurde zum Chevalier de la Légion d’Honneur, zum Ritter der Ehrenlegion ernannt. Sie soll auch die erste Ausländerin gewesen sein, die von der DDR mit der Arbeitermedaille ausgezeichnet wurde.[1]
- Seine Schwester Landina war ebenfalls in der FTP-MOI tätig.

## Funktionen
Landini dient seit vielen Jahren als Präsident der Amicale Carmagnole-Liberté des anciens Francs-tireurs et partisans - Main-d'œuvre immigrée, der Veteranenvertretung der Widerstandskämpfergruppe FTP-MOI. In dieser Funktion publizierte er zahlreiche Zeitzeugen-Berichte und Dokumente und kämpfte um die Anerkennung der lange verschwiegenen Rolle der Immigranten innerhalb der Resistance. 2006 wurde er zum Präsidenten der Delegiertenversammlung des Pôle de renaissance communiste en France (PRCF) anlässlich der Gründung dieser marxistisch-leninistischen Partei gewählt. Bei der 2. und 3. Nationalen Delegiertenversammlung in den Jahren 2008 und 2011 wurde er erneut mit dieser Funktion betraut.
2013 wirkte er – gemeinsam mit Stéphane Hessel, Raymond Aubrac und Daniel Cordier – am Film Les Jours Heureux von Gilles Perret mit. Der Film trägt den Untertitel: Quant l'utopie des résistants deviant réalité (Als die Utopie der Widerstandskämpfer Realität wurde). Landini präsentierte diesen Film persönlich beim Festival de Mouans-Sartoux sowie im Senat und in der Assemblée nationale der Republique Francaise, weiters auch in Dunkerque und Limoges, danach in drei Pariser Kinos, in Bagneux, Caen, Lille, Troyes, Gif-sur-Yvette und Nanterre.

## Auszeichnungen
- Médaille de la Résistance
- Hohe Auszeichnung der Union der Sozialistischen Sowjetrepubliken (UdSSR)
- Offizier der Légion d’honneur

## Publikationen (Auswahl)
- Carmagnole-Liberté: Francs-Tireurs et Partisans de la Main-d'Oeuvre Immigrée [F.T.P.-M.O.I.], Amicale FTP-MOI Carmagnole-Liberté 1985
- Réponse à Michel Onfray et autres textes sur la Résistance, Editions Delga 2015, ISBN 9782915854862